# Annette Koewius
Annette Koewius (* 22. September 1945 in Sankt Blasien) ist eine deutsche Politikerin der CDU und war seit dem 12. März 2014 für einige Monate Mitglied des Europäischen Parlaments.
Koewius leitete rund fünfzehn Jahre lang bis zu ihrer Pensionierung die Europaschule, ein Berufskolleg in Wuppertal-Barmen. Sie war Kreisvorsitzende der Frauen-Union im Kreis Mettmann. Außerdem hatte sie bei der CDU mehrere wichtige europapolitische Positionen inne. Im Europaparlament rückte sie für Klaus-Heiner Lehne nach, der zum Europäischen Rechnungshof wechselte. Koewius wohnt in Ratingen.